# Maurice Ward
Maurice Ward va ser un inventor anglès conegut per crear l'Starlite, un material termoprotector. Maurice va ser un ex-perruquer de Yorkshire, Anglaterra. davant l'interès de diverses empreses va demanar sempre de quedar-se amb la propietat del 51% de la fórmula de Starlite.

## Biografia
Va treballar com a perruquer en la dècada de 1960, enorgullint-se del seu treball. Una vegada va dir en una entrevista, "El que L'Oreal i Garnier estan fent avui, jo ho feia fa 50 anys. I ells encara no ho fan bé.Era un manetes, i li agradava inventar coses en el seu temps lliure. La seva afició li va portar a comprar una extrusora de ICI a principis de la dècada de 1980.
Va ser aquesta compra la que li va portar al que es considera el seu major assoliment: la invenció del material de blindatge tèrmic Starlite. Aquesta invenció va ser inspirada per l'accident aeri de Manchester de 1985, durant el qual 55 persones a bord van morir en 40 segons a causa de la inhalació de fums tòxics. Va inventar el material després que ICI demanés un material per a barrets de Citroën. El material que va produir Ward va ser un fracàs, sent oblidat, fins que va ocórrer l'accident, amb el qual Ward es va inspirar. "M'interessava perquè era un desastre aeri en terra, i perquè era el fum i la toxicitat la que va matar a la gent, no el foc. Cinquanta persones van morir en 40 segons. Pensem que ens agradaria trobar alguna cosa que no cremés tant, això seria útil.", va esmentar Ward en una entrevista.
Va començar a barrejar diferents fórmules de plàstics no tòxics i resistents a la calor, als quals es refereix casualment com "gubbins". Va ser molt productiu, barrejant fins a 20 fórmules diàries. Finalment, va produir una fórmula que semblava prometedora, i va usar l'extrusora que havia comprat anys abans per fer-ho en fulles. La va posar a prova amb un bufador, dissipant perfectament la calor. Aquest material es va conèixer com a Starlite.
Aquesta invenció va guanyar molta publicitat en la dècada de 1990, després d'aparèixer en la sèrie de televisió britànica Tomorrow's World, aïllant de la calor del bufador a un ou cobert de Starlite. Després de 5 minuts de contacte directe amb la flama, es va tallar l'ou, rellevant que estava completament cru. L'invent va funcionar tan ben que l'ou ni tan sols va començar a cuinar-se.
Ward va repetir la prova en diversos vídeos de Youtube.